# 三毛猫ホームズと愛の花束
『三毛猫ホームズと愛の花束』（みけねこホームズとあいのはなたば）は、日本の小説家赤川次郎によって1992年に発表された三毛猫ホームズシリーズの短編集である。

## あらすじ
結婚相談所のKブライダルセンターに、「貴社の仕事は、神聖なる愛を冒涜する、恥ずべき行為です。」という脅迫状が届いた。そして、その直後、センターで働くOLが一人射殺された。そして、その死体の上には、花束が置いてあったのである。その後、片山義太郎は、上司の命令と本人の希望で、石津の反対を押し切り、妹の晴美をKブライダルセンターが主催するお見合いパーティーに出席させる。だが、そこに凶悪な男が乱入した。さらに、義太郎は、孫をたぶらかした、と追い掛け回されるはめに。

## 登場人物
片山 義太郎警視庁捜査一課のダメ刑事
片山 晴美義太郎の妹
石津刑事晴美に恋をする猫嫌いの刑事
ホームズ三毛猫

## 収録作品
- 三毛猫ホームズの名騎手（初出『小説宝石』1987年3月号）
- 三毛猫ホームズの夜ふかし（初出『小説宝石』1987年5月号）
- 三毛猫ホームズの幽霊城主（初出『別冊小説宝石』1987年9月号）
- 三毛猫ホームズと愛の花束（初出『小説宝石』1987年11月号）

## 書誌情報
- 『三毛猫ホームズと愛の花束』（光文社 カッパノベルス、1988年1月25日） ISBN 4-334-02739-3
- 『三毛猫ホームズと愛の花束』（光文社 光文社文庫、1991年4月20日） ISBN 978-4-334-71308-9
- 『三毛猫ホームズと愛の花束』（角川書店 角川文庫、1992年3月25日） ISBN 4-04-149795-7

## その他
- 「三毛猫ホームズの幽霊城主」はOVA化している。